# Гаджи Ахтынский
Гаджи́ Ахты́нский (лезг. Ахцегь Гьажи; 1860/65, Ахты, ныне Ахтынский район, Дагестан, Россия — 1914/18, там же) — лезгинский поэт, первый рабочий-поэт в лезгинской литературе.
Родился в ауле Ахты в бедной крестьянской семье. Учился в медресе. С 1872 жил в Баку, где работал на нефтепромыслах тартальщиком. Писал стихи о жизни рабочих-отходников. Выступал против старых обычаев, в защиту женщин-горянок. Его письма-стихи читались в Ахтах всенародно, что нередко приводило к недовольству местных властей.
Скончался в 1914 году в родном ауле.

## Стихи
Его творчество носило эпистолярный характер.
- «Письмо рабочего» («Рабо́чидин чар») — изображение тяжелого положения рабочих в Баку.
- «Если посоветует бедняк» («Кеси́бди гайи́тӀа а́кьул») — затронута тема социального неравенства.
- «Дагестан» («Дагъустан») — призыв народы Дагестана к просвещению[1].